# Прапор Ямало-Ненецького автономного округу

Прапор Ямало-Ненецького автономного округу

Прапор Ямало-Ненецького автономного округу є символом Ямало-Ненецького автономного округу. Прийнято 9 грудня 1996 року.

## Опис
Прапор Ямало-Ненецького автономного округу є прямокутним полотнищем яскравого синьо-блакитного кольору. Відношення ширини до довжини 2:3. Від нижнього краю, на відстані однієї сьомої частини прапора проходить білий-синьо-червоний горизонтальний малюнок. Загальна ширина малюнка — одна п'ята частина ширини прапора. Відношення ширини білого малюнка, зображеного у вигляді орнаменту геометрично правильних фігур «Оленячі роги», до загальної ширини горизонтального малюнка — 4:5. Червона й синя (синьо-блакитна) смуги однакові по ширині й відповідній до розміру (ширині) підстави орнаменту, тобто кожна рівна однієї десятої частини загальної ширини горизонтального малюнка. Площа одиниці елемента, що утворює орнамент, має ромбоподібну форму й становить 1350 частину всієї площі прапора. Кожна одноманітна ділянка орнаменту складається з дев'яти рівних ромбів.